# Municipio de Dayton (condado de Webster)
El municipio de Dayton (en inglés: Dayton Township) es un municipio ubicado en el condado de Webster en el estado estadounidense de Iowa. En el año 2010 tenía una población de 1161 habitantes y una densidad poblacional de 8,33 personas por km².

## Geografía
El municipio de Dayton se encuentra ubicado en las coordenadas 42°14′48″N 94°4′37″O / 42.24667, -94.07694. Según la Oficina del Censo de los Estados Unidos, el municipio tiene una superficie total de 139.31 km², de la cual 139,09 km² corresponden a tierra firme y (0,16 %) 0,22 km² es agua.

## Demografía
Según el censo de 2010, había 1161 personas residiendo en el municipio de Dayton. La densidad de población era de 8,33 hab./km². De los 1161 habitantes, el municipio de Dayton estaba compuesto por el 98,36 % blancos, el 0,43 % eran afroamericanos, el 0,09 % eran isleños del Pacífico, el 0,52 % eran de otras razas y el 0,6 % eran de una mezcla de razas. Del total de la población el 1,03 % eran hispanos o latinos de cualquier raza.